# Fissidentalium
Fissidentalium es un género de molusco escafópodo marino de la familia Dentaliidae.
El género tiene una distribución prácticamente cosmopolita. 

## Especies
Las especies incluidas dentro del género Fissidentalium son:
- Fissidentalium actiniophorum Shimek, 1997
- Fissidentalium aegeum (RB Watson, 1879)
- Fissidentalium amphialum (RB Watson, 1879)
- Fissidentalium candidum (Jeffreys, 1877)
- Fissidentalium capillosum (Jeffreys, 1877)
- Fissidentalium ceras (RB Watson, 1879)
- Fissidentalium complexum (Dall, 1895)
- Fissidentalium concinnum (E. von Martens, 1878)
- Fissidentalium cornubovis (EA Smith, 1906)
- Fissidentalium edenensis Lamprell & Healy, 1998
- Fissidentalium elizabethae Lamprell & Healy, 1998
- Fissidentalium erosum Shimek & Moreno, 1996
- Fissidentalium eualdes (Barnard, 1963)
- Fissidentalium eupatrides (Melvill & Standen, 1907)
- Fissidentalium exasperatum (GB Sowerby III, 1903)
- Fissidentalium franklinae Lamprell & Healy, 1998
- Fissidentalium metivieri Scarabino, 1995
- Fissidentalium opacum (GB Sowerby I, 1828)
- Fissidentalium paucicostatum (RB Watson, 1879)
- Fissidentalium peruvianum (Dall, 1908)
- Fissidentalium platypleurum (Tomlin, 1931)
- Fissidentalium ponderi Lamprell & Healy, 1998
- Fissidentalium profundorum (EA Smith, 1894)
- Fissidentalium horikoshii Okutani, 1982
- Fissidentalium kawamurai Kuroda & Habe, 1961
- Fissidentalium laterischismum Shikama & Habe, 1963
- Fissidentalium levii Scarabino, 1995
- Fissidentalium lima Kuroda & Habe, 1963
- Fissidentalium magnificum (EA Smith, 1896)
- Fissidentalium malayanum (Boissevain, 1906)
- Fissidentalium megathyris (Dall, 1890)
- Fissidentalium sahlmanni Dharma & Eng, 2009
- Fissidentalium salpinx Tomlin, 1931
- Fissidentalium semivestitum (Locard, 1897)
- Fissidentalium serrulatum (EA Smith, 1906)
- Fissidentalium shirleyae Lamprell & Healy, 1998
- Fissidentalium shoplandi (Jousseaume, 1894)
- Fissidentalium tenuicostatum Z. Qi & X.-T. Mamá, 1989
- Fissidentalium transversostriatum Boissevain, 1906
- Fissidentalium verconis Cotton & Ludbrook, 1938
- Fissidentalium vicdani Kosuge, 1981
- Fissidentalium waterhousae Lamprell & Healy, 1998
- Fissidentalium yokoyamai (Makiyama, 1931)
- Fissidentalium zelandicum (GB Sowerby II, 1860)

- Fissidentalium scamnatum (Locard, 1897) aceptada como Fissidentalium capillosum (Jeffreys, 1877)
- Fissidentalium meridionale (Pilsbry & Sharp, 1897) aceptada como Fissidentalium candidum (Jeffreys, 1877)
- Fissidentalium majorinum (Mabille & Rochebrune, 1889) aceptada como Dentalium majorinum Mabille & Rochebrune, 1889
- Fissidentalium pseudohungerfordi Sahlmann, van der Beek & Wiese, 2016 aceptada como Compressidentalium pseudohungerfordi (Sahlmann, van der Beek & Wiese, 2016)
- Fissidentalium gaussianum (Placa, 1908) aceptada como Dentalium majorinum Mabille & Rochebrune, 1889
- Fissidentalium georgiense (Henderson, 1920) aceptada como Antalis occidentalis (Stimpson, 1851)
- Subgénero Fissidentalium (Compressidentalium) Habe, 1963 aceptado como Compressidentalium Habe, 1963
  - Fissidentalium (Compressidentalium) hambrefordi (Pilsbry & Sharp, 1897) aceptada como Compressidentalium hambrefordi (Pilsbry & Sharp, 1897)
  - Fissidentalium (Compressidentalium) pseudohungerfordi Sahlmann, van der Beek & Wiese, 2016 aceptado como Compressidentalium pseudohungerfordi (Sahlmann, van der Beek & Wiese, 2016)
- Subgénero Fissidentalium (Pictodentalium) Habe, 1963 aceptado como Pictodentalium (Habe, 1963)
  - Fissidentalium (Pictodentalium) formosum (Adams & Reeve, 1850) aceptada como Pictodentalium formosum (A. Adams & Reeve, 1850)
    - Subespecie Fissidentalium (Pictodentalium) formosum harrisoni Habe, 1970 aceptada como Pictodentalium formosum (A. Adams & Reeve, 1850)
- Fissidentalium exuberans (Locard, 1897) aceptada como Fissidentalium paucicostatum (RB Watson, 1879)
- Fissidentalium floridense (Henderson, 1920) aceptada como Coccodentalium carduus (Dall, 1889)
- Fissidentalium formosum (A. Adams & Reeve, 1850) aceptada como Pictodentalium formosum (A. Adams & Reeve, 1850)
- Fissidentalium ergasticum (P. Fischer, 1883) aceptada como Fissidentalium capillosum (Jeffreys, 1877)
- Fissidentalium carduum (Dall, 1889) aceptada como Coccodentalium carduus (Dall, 1889)
- Fissidentalium carduus (Dall, 1889) aceptada como Coccodentalium carduus (Dall, 1889)